# Wojewódzki zespół ds. orzekania o niepełnosprawności
Wojewódzki zespół ds. orzekania o niepełnosprawności – organ administracji publicznej wyższego stopnia w stosunku do powiatowego zespołu ds. orzekania o niepełnosprawności, orzekający w drugiej instancji w sprawach o stwierdzenie niepełnosprawności.
Instytucja wojewódzkich zespołów ds. orzekania o niepełnosprawności została wprowadzona do polskiego porządku prawnego w 1997 roku na mocy ustawy z dnia 27 sierpnia 1997 r. o rehabilitacji zawodowej i społecznej oraz zatrudnianiu osób niepełnosprawnych (Dz.U. z 2025 r. poz. 913). Są one organami drugiej instancji – odwoławczymi – rozpatrującymi odwołania od orzeczeń powiatowych zespołów. Od orzeczenia/decyzji wojewódzkiego zespołu przysługuje odwołanie do sądu pracy i ubezpieczeń społecznych.